# Cargadero

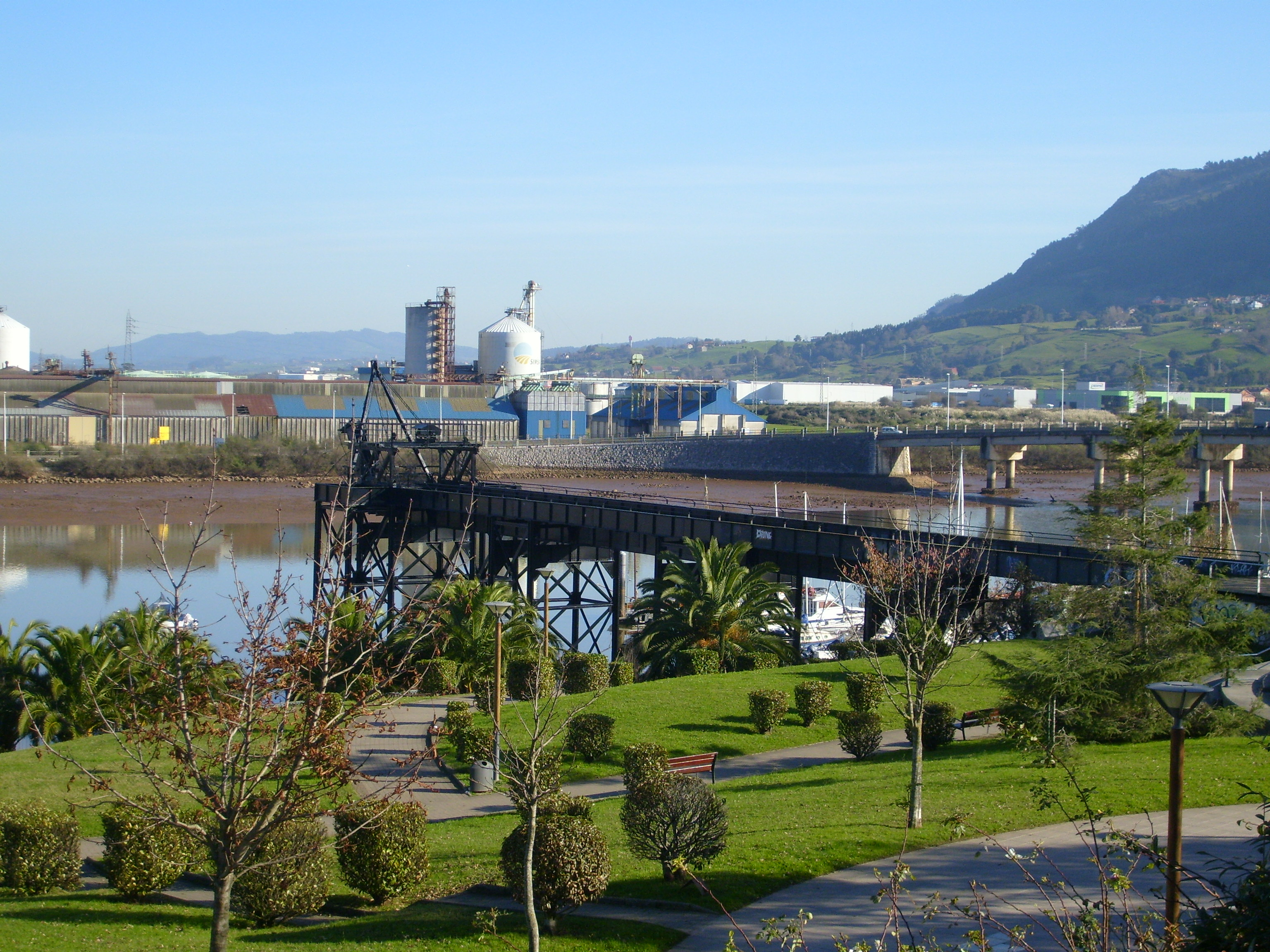
Cargadero de Orconera en (Cantabria, España).

Un cargadero es una instalación ferroviaria que permite el acceso de mercancías desde los trenes dispuestos para este fin. Se distingue de una estación en que no es parte de la gestión de la circulación, ni tiene que disponer de desvíos y señales.
Desde un cargadero no se puede expedir un tren, por lo que un ferrocarril que realiza parada en un cargadero tiene que haber salido y tener como destino una estación.
Un ejemplo de cargadero es el de Orconera, en Cantabria (España).